# 폴링 (컴퓨터 과학)
폴링(polling)이란 하나의 장치(또는 프로그램)가 충돌 회피 또는 동기화 처리 등을 목적으로 다른 장치(또는 프로그램)의 상태를 주기적으로 검사하여 일정한 조건을 만족할 때 송수신 등의 자료처리를 하는 방식을 말한다. 이 방식은 버스, 멀티포인트 형태와 같이 여러 개의 장치가 동일 회선을 사용하는 상황에서 주로 사용된다. 서버의 제어 장치(또는 프로그램)는 순차적으로 각 단말 장치(또는 프로그램)에 회선을 사용하기 원하는지를 물어본다.
클라이언트 프로그램이 동기 활동으로 외부 장치의 상태를 적극적으로 샘플링하는 것을 의미한다. 폴링은 입출력(I/O) 측면에서 가장 자주 사용되며 이를 소프트웨어 구동 I/O(software-driven I/O)라고도 한다. 하드웨어 구현의 좋은 예는 워치독 타이머이다.

## 같이 보기
- 추상화 (컴퓨터 과학)
- 비동기 입출력
- 무한 루프
- 인터럽트 요청
- 정수형
- 유닉스 신호